# Fiorde de Hornsund

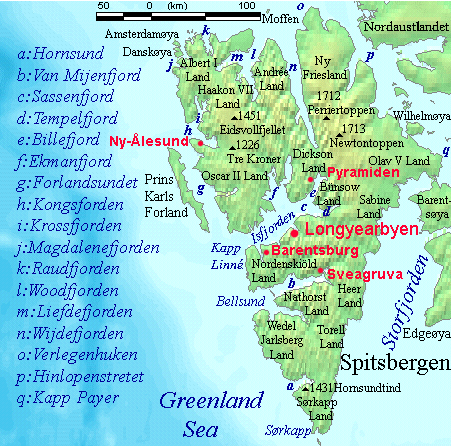
Localização do Fiorde de Hornsund (letra a) no extremo sul da costa ocidental de Spitsbergen.

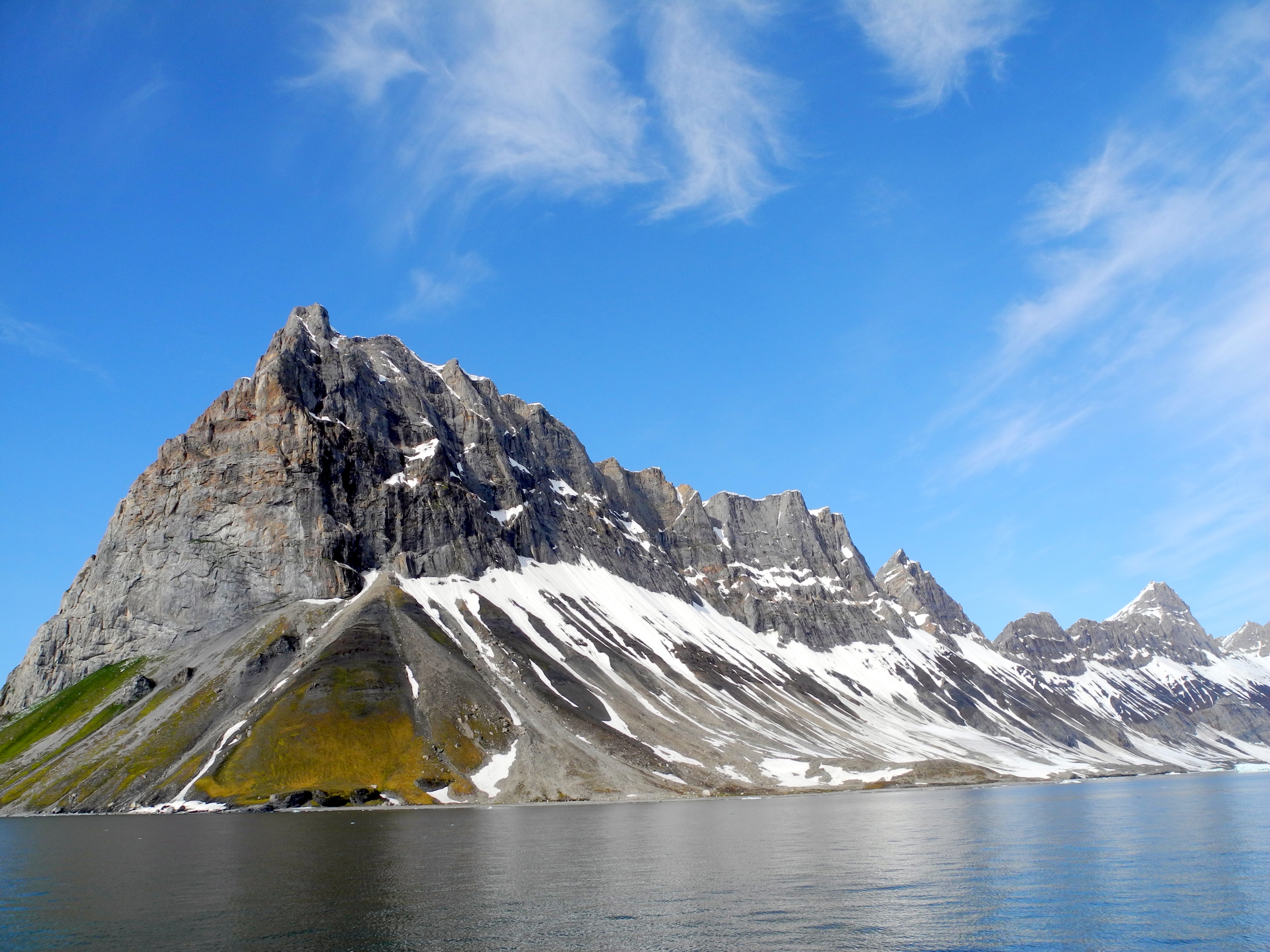
Burgerbukta, baía no norte do fiorde de Hornsund

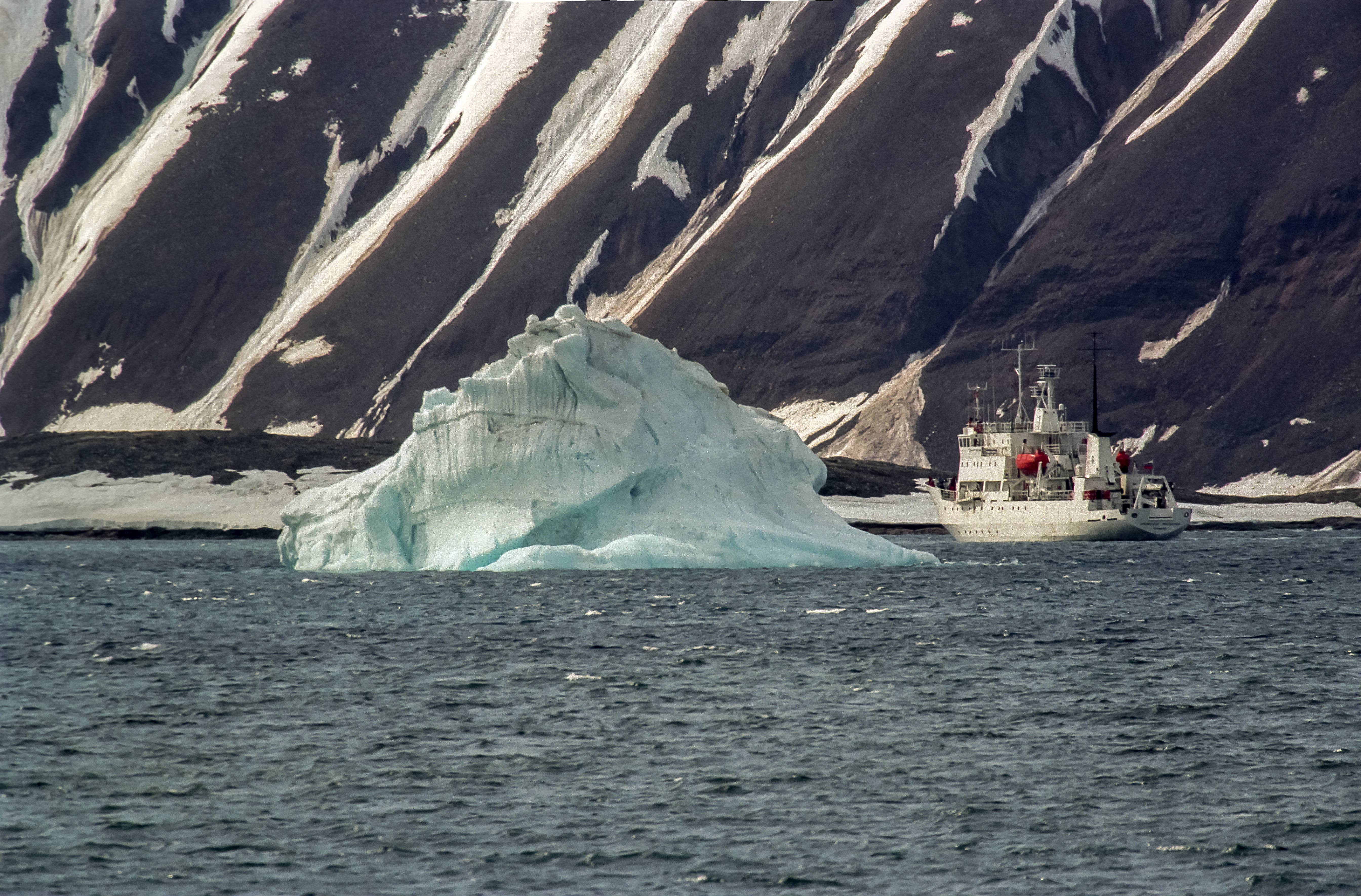
Navio polaco em Hornsund

O fiorde de Hornsund é um pequeno fiorde localizado no extremo sul da costa ocidental da ilha norueguesa de Spitsbergen, no arquipélago das Svalbard.
O fiordo abre ao mar da Gronelândia, tem cerca de 12 km de largura e 30 km de comprimento, e desníveis dos 90 aos 260 m. O fiorde de Hornsund é de formações geológicas diversas desde o Pré-Câmbrico na parte ocidental, ao Mesozoico na oriental, e mantém várias fraturas perpendiculares ao longo da costa sul de Spitsbergen.
Existe uma estação polar polaca de investigação que opera desde 1957, a qual recebe o nome de Hornsund.
O explorador inglês Jonas Poole visitou Hornsund em 1610, dando ao fiorde o seu nome (a partir de chifres de rena). Em 1613 os primeiros navios baleeiros usaram Hornsund. Em 1614 o fiorde foi cedido aos neerlandeses, por uma época. Em 1617 e 1618 navios neerlandeses usaram o fiorde, mas retiraram-se. Navios dinamarqueses também usaram o fiorde em 1617, e foram forçados a dar um quinto da pescaria aos ingleses